# 檀娜卡

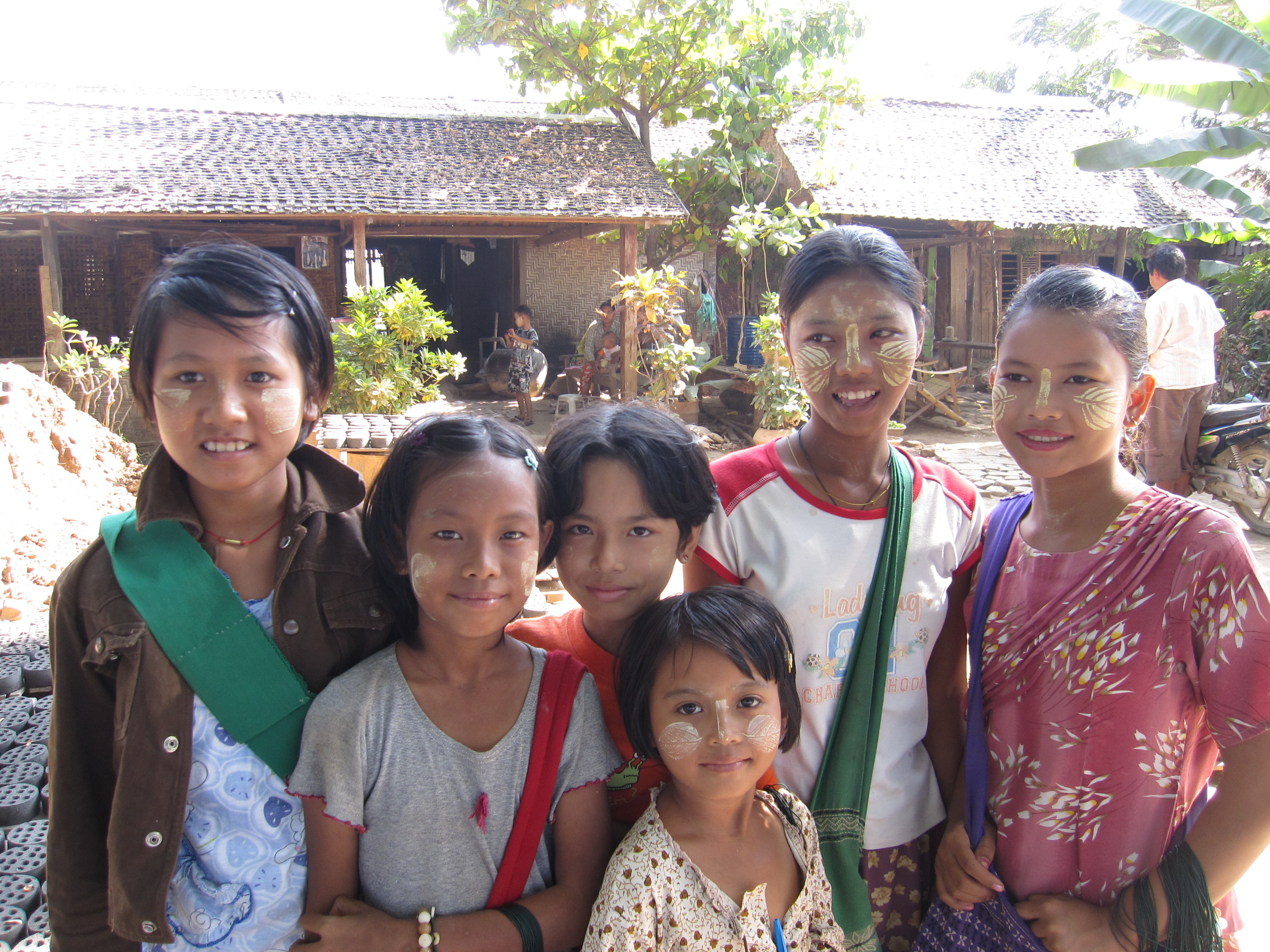
在緬甸阿瓦，塗抹檀娜卡的鄉村少女們

檀娜卡（羅馬化：Thanaka）也音譯為塔納卡和特納卡，或稱黃香楝粉，是一個缅甸傳統的的護膚品亦為化妝品，将其塗抹在皮膚上後便會呈現黃色的狀態，許多緬甸女性出門在外會塗抹檀娜卡在其臉上或手臂上，當中也不乏有些男孩或男人會塗抹檀娜卡，這都形成了緬甸特別的風俗，跨越族群和宗教，甚至將此傳統延展到了泰國。然而在外國勢力進入緬甸後，使用方式連帶改變，此風氣也有所消減。

## 歷史
檀娜卡的使用已超過兩千年，11世紀宮廷皇家已經開始普遍使用，最早的文獻可追朔於14世紀緬甸君王羅娑陀利王的妻子所寫的詩當中便有提及檀娜卡。此外15-16世紀的僧侶詩人拉塔薩拉(Shin Maha Ratthasara)也有在他的作品裡提及檀娜卡。
1930年的緬甸大地震，震毀了緬甸勃固的舒摩都佛塔（Shwemawdaw Pagoda），意外的在被這摧毀的佛塔裡發現了東吁王朝莽應龍國王（Bayintnaung）的長女菈札達督卡拉公主（Razadatukalya）用來磨壇娜卡的石磨架屏（kyauk pyin)，這個珍貴的古物也在日後捐贈給此寶塔。

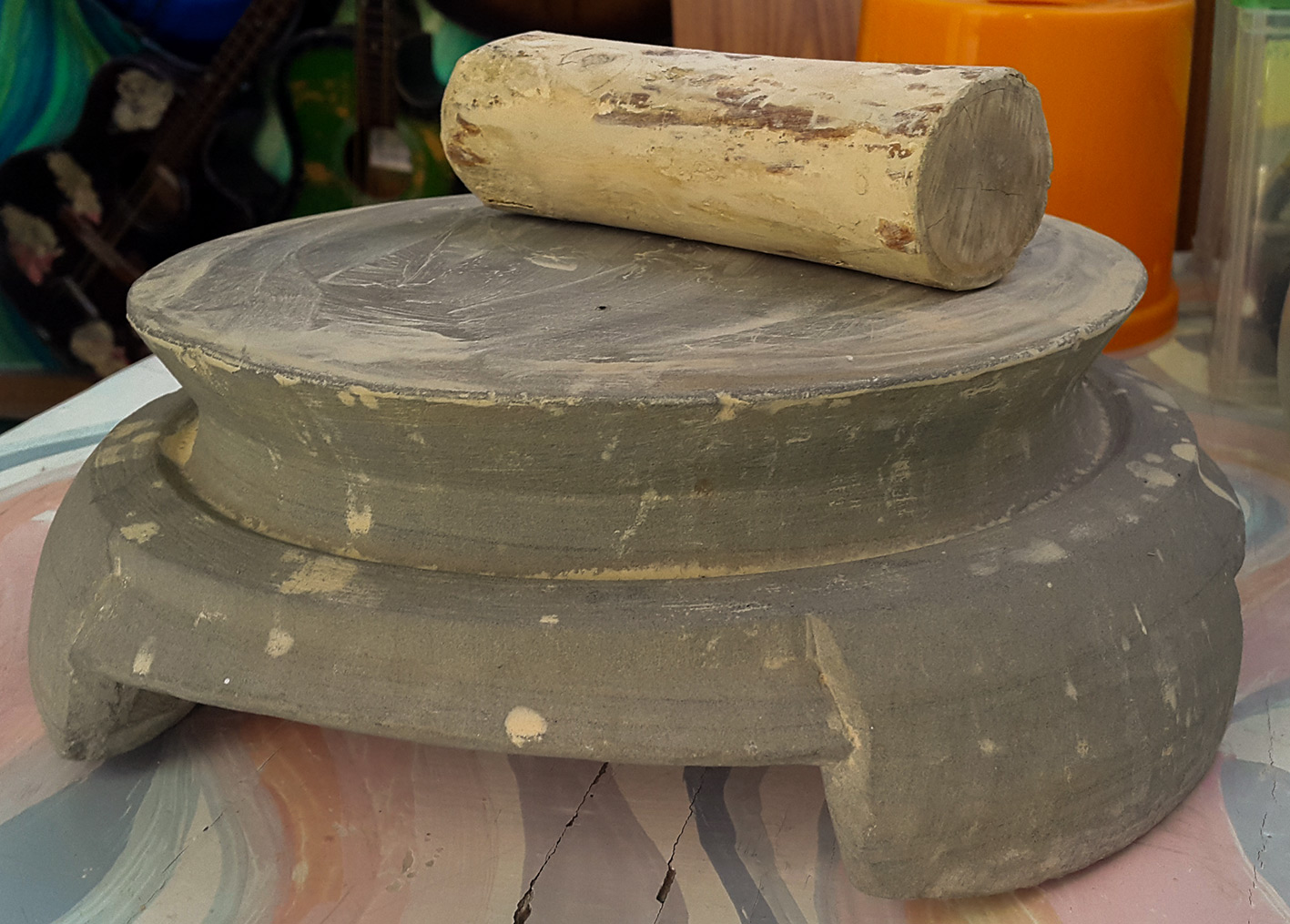
緬文稱為「架屏（kyuak pyin）」的圓形石磨

## 來源和製作方式

### 來源
傳統檀娜卡的原料十分簡單，僅需使用黃香楝木（月橘，也稱檀娜卡樹）根部、樹幹或樹皮以及清水便可以製成。黃香楝木原產於印度西南部,此樹因為適合種植於乾燥和貧瘠的環境下，氣候乾燥的中部地區便是種植黃香楝木的理想地帶，然而黃香楝木為多年生植物，需要35年才能砍伐使用，今日的林場更只需要3到7年便能砍伐。黄香楝樹和檀香樹、樟樹一样，氣味芬芳，色澤光亮，所以也能做成香料使用。

### 製作方法

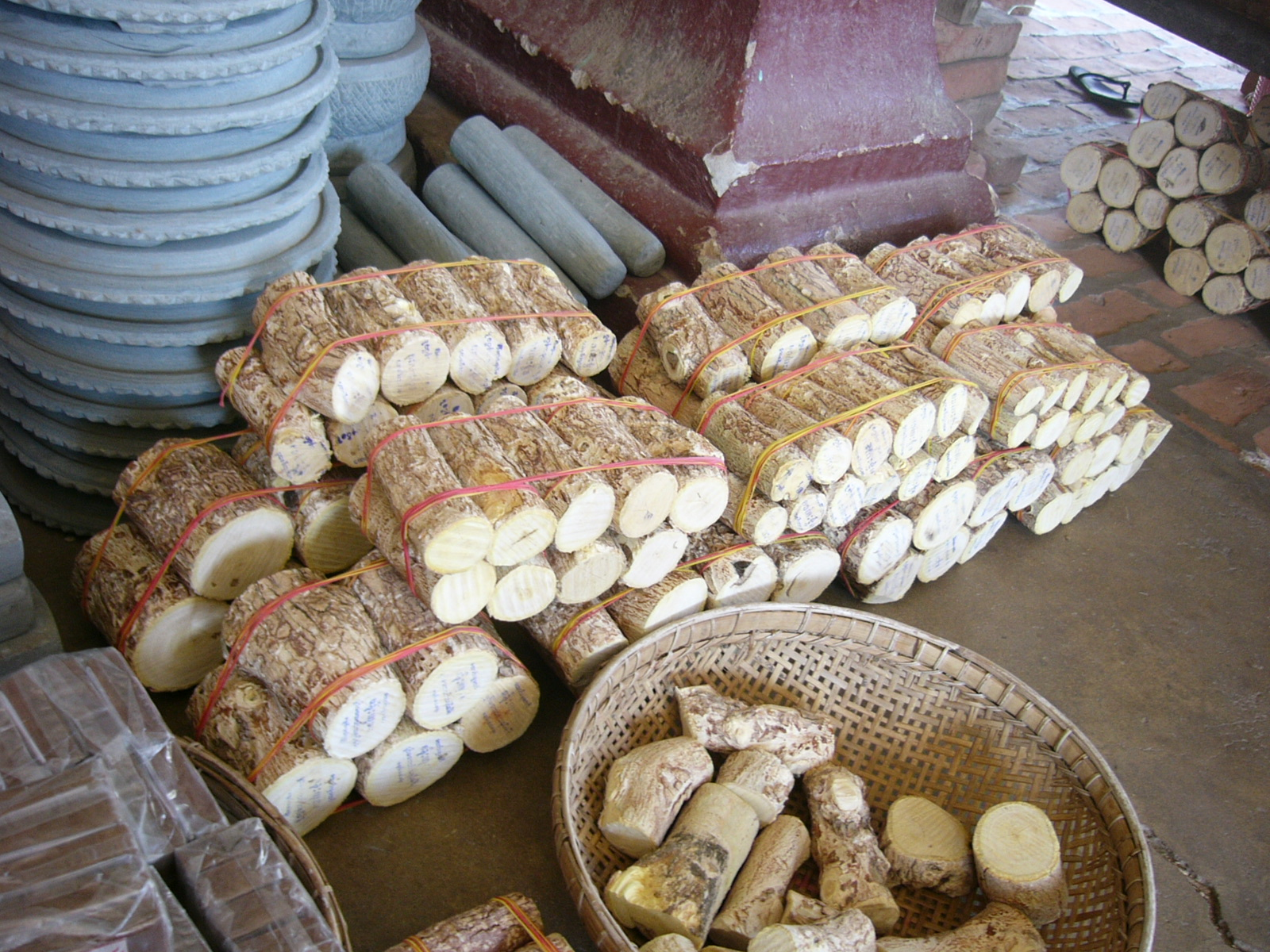
黃香楝木樹幹

缅甸婦女每天早晨洗漱完第一件事，便會調製檀娜卡，製作方法也是十分簡便，依個人喜好使用雙手亦或單手將黃香楝樹的樹幹置於緬文稱為架屏（kyauk pyin）的圓形石磨上加清水並磨製，直到出漿為止，便可使用，而架屏外圍的凹槽便十分方便檀娜卡磨製時流至其中。

## 使用
檀娜卡磨製完成後，便可以直接以手塗抹在臉上抑或手臂等部位，其實檀娜卡的塗抹沒有一定的形式，可以依自身喜好在臉上的部位（臉頰、額頭抑或鼻樑）塗抹圖案，常見的圖案有圓形的、方形的,或是利用樹葉將檀娜卡轉印在臉上呈現葉子狀，此外有些婦女、兒童也會用小牙籤勾勒出各式各樣特別的圖案。 有些小學甚至要求學生把塗檀娜卡當成校服的一部分，以此顯示他們已經洗過澡了。
此外若丈夫勤於磨檀娜卡，便可哄得妻子歡心，也衍伸出了相關告白用句，像是「如果愛我，明天請塗抹上檀娜卡」。

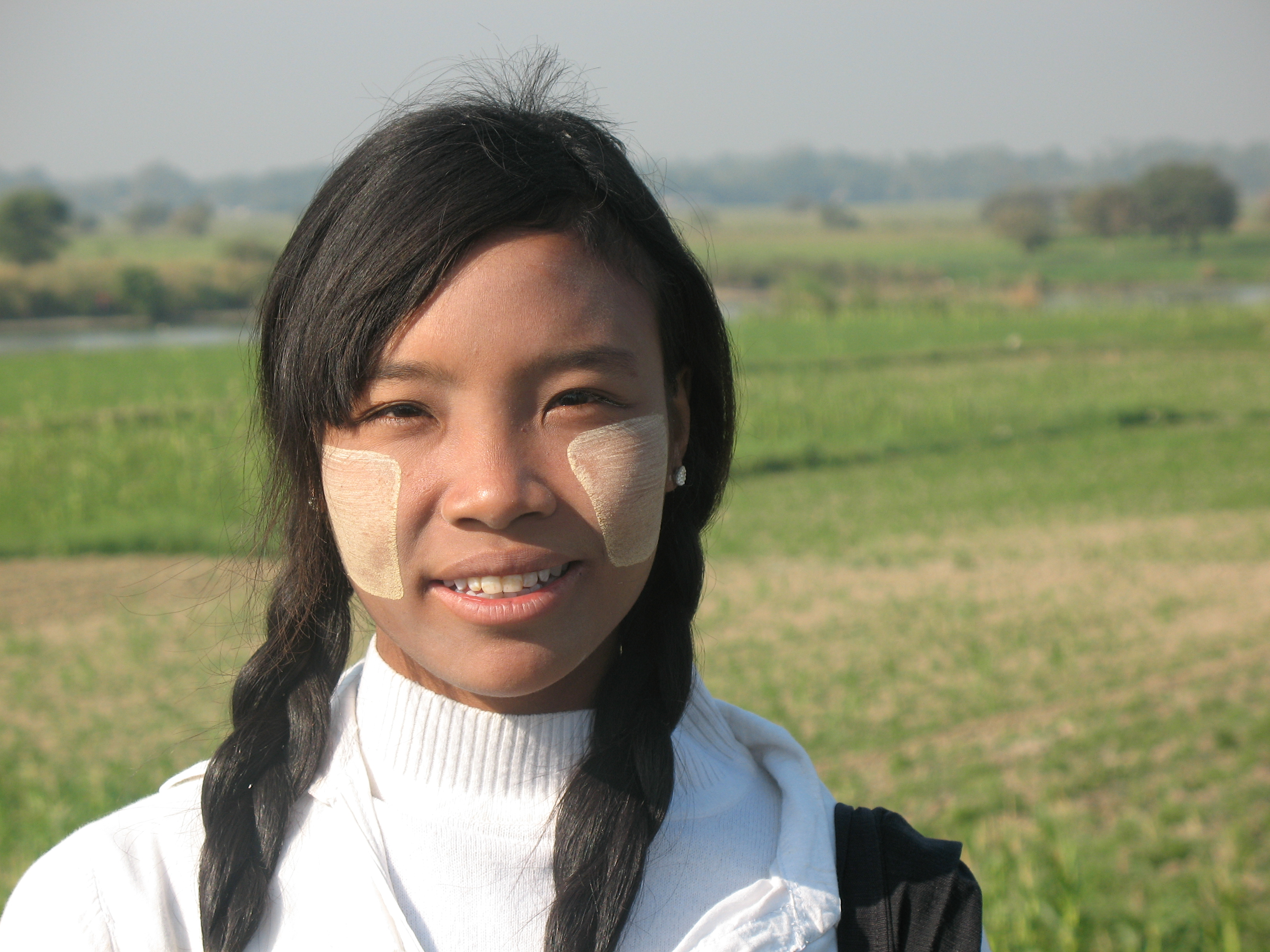
矩形形狀檀娜卡
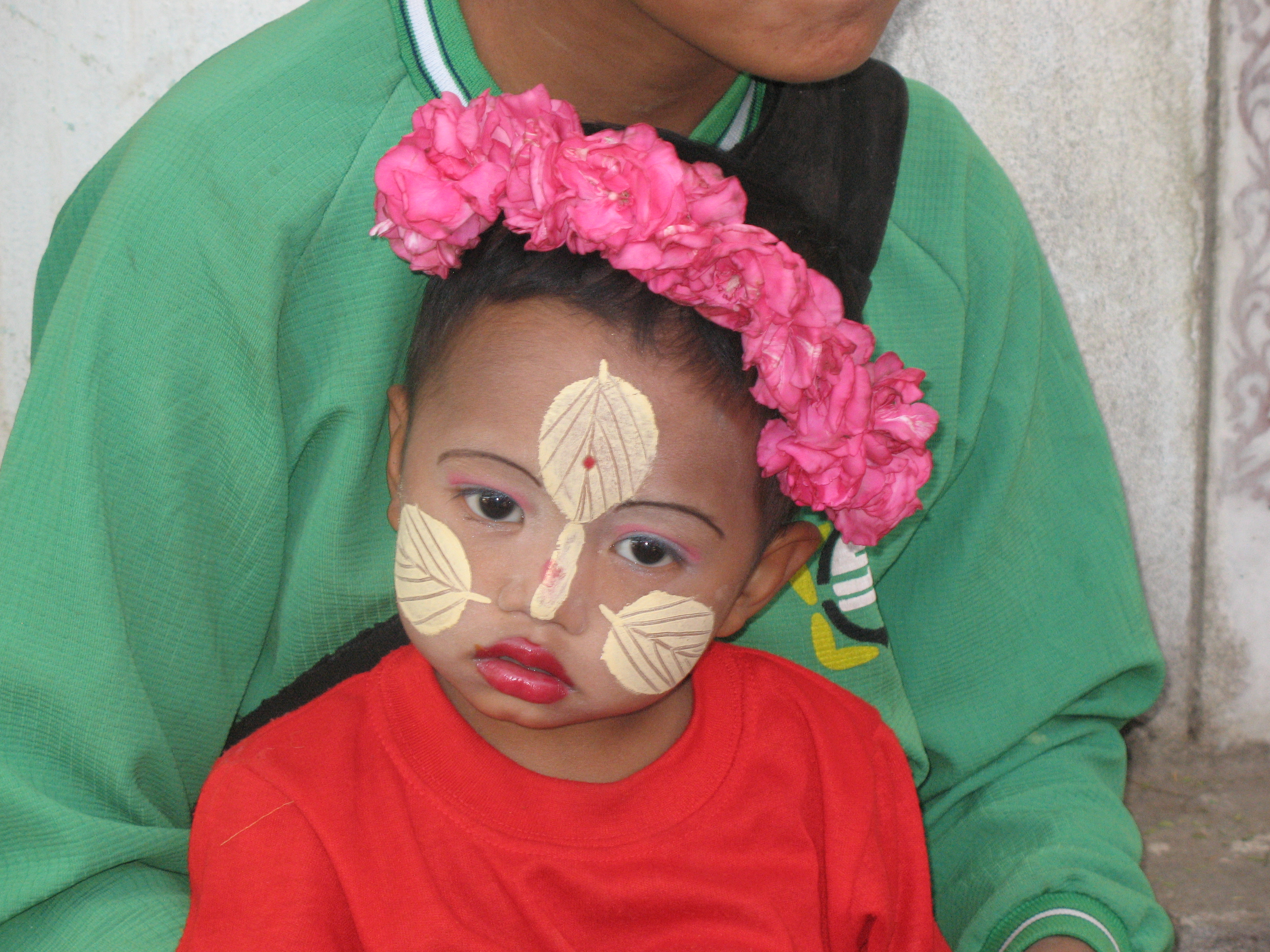
樹葉形狀檀娜卡
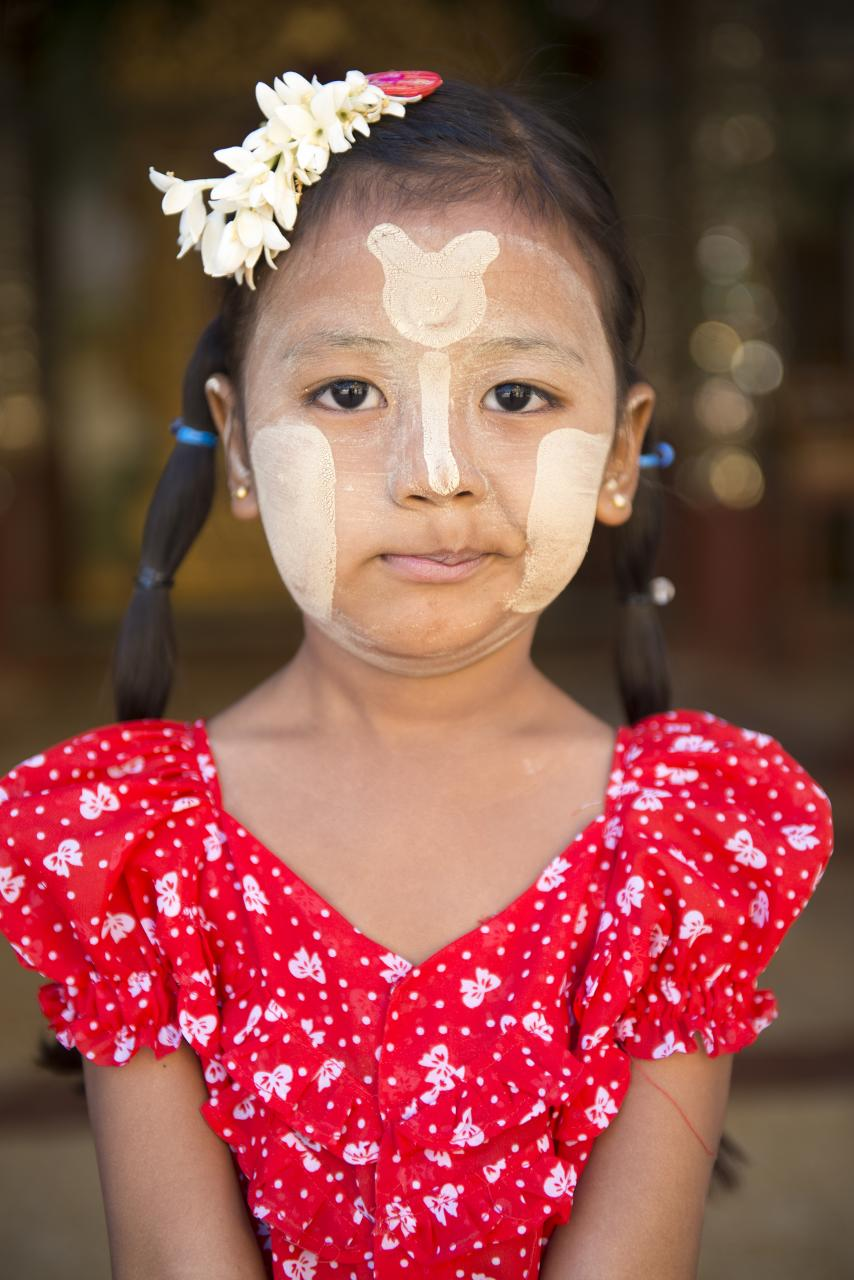
創意形狀檀娜卡
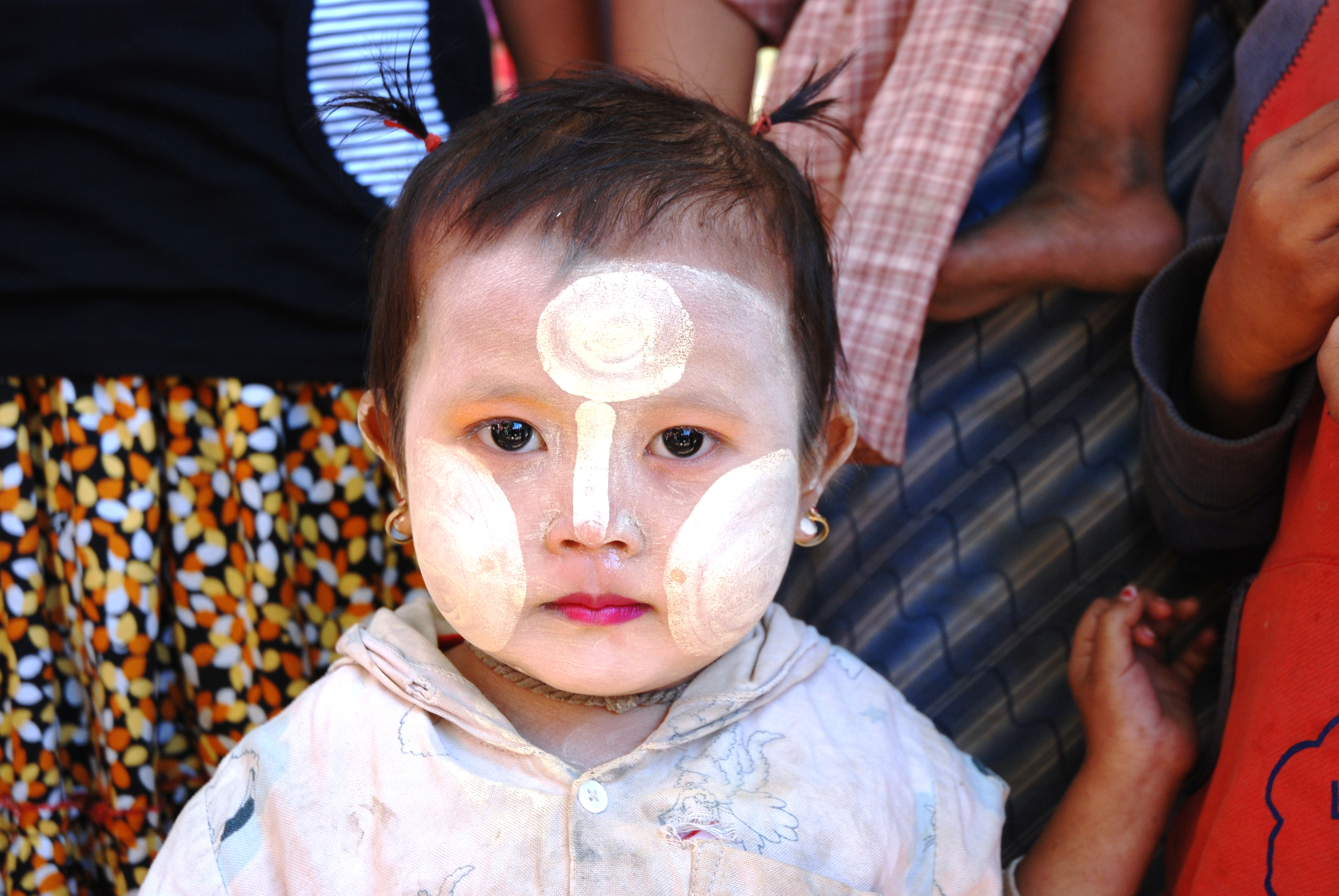
圓形形狀檀娜卡

## 功用
因為緬甸位於熱帶氣候地區，因此長年皆處於高溫的狀況，加上在戶外的勞動，因此普遍緬甸人的皮膚較黝黑，而據傳檀娜卡具有消暑、防曬、美白、保濕和消除粉刺和黑斑等等的功用，其苦香味也可以驅蚊和緩和汗味體臭，服用後更有退燒止疼的療效所以在古代上下階層都熱愛使用檀娜卡，甚至到現今都還是被大量使用。
目前對於檀娜卡的生物報告十分的少，2010年泰國學者便發現製造檀娜卡的原料具有抗氧化、抗炎、抗菌以及美白的功效，然而研究的缺少，對於感染、癌症的感染率抑或皮膚老化的療效仍然是有所疑慮。

## 現況

### 使用情況
自1980年代末緬甸軍政府奪取政權後，緬甸一直處於封閉的狀態，直到2011，緬甸才開始推行民主，新觀念以及潮流的傳入，改變了許多緬甸人的日常習慣，檀娜卡便是其中之一。對比過往沒有廣告牌的情況，近日廣告牌遍地開花，而化妝品公司便利用模特以及文字廣告呈現其產品的功效吸引人購買，這樣也造成許多年輕女孩出門都要化妝，或是使用檀娜卡外，也另外使用化妝品。許多青少年男孩因為擔心塗抹檀娜卡，會遭人視為陰柔氣質，不再塗檀娜卡了。因此在現今比起女人，男人塗抹檀娜卡更為少見。24歲的吳桑迪（Sandi Oo）說：「許多女孩都認為，抹檀娜卡會讓人看起來像村裡人」

### 型式
除了過往現場手工磨製的檀娜卡，現今市場也出現了許多已製造好的皂塊狀磨粉成品、以及各種盒裝、瓶裝的膏狀和粉末檀娜卡，在摻水後便可使用，而這種檀娜卡也加入了其他的成分，現今，檀娜卡也被運用到各類護膚品當中，如防曬乳、面膜、BB霜、洗臉皂、洗髮液、潤膚油等等。

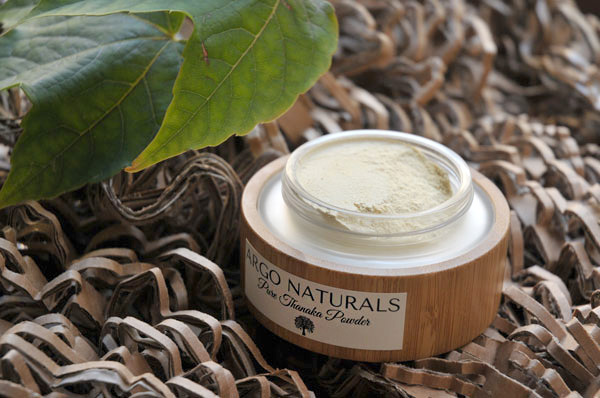
檀娜卡粉末

## 爭議
- 印度安納州的第二大城韋恩堡市為克倫族在美國最大的安置處，2009年許多醫生發現這些克倫小孩體內有高含量的鉛，更深入探討後，發現這與緬甸、泰國邊境進口的檀娜卡與 daw tway（一種傳統對於小孩消化有益的藥品）的使用有關。
- 2012年，澳大利亞悉尼的官員建議該市的緬甸族群避免使用檀娜卡產品，因為這些產品被發現含有高濃度的重金屬，相當危險。
- 2013年，大量緬甸難民聚居的密蘇里州堪薩斯城，有兩名幼兒被診斷鉛中毒，衛生官員據此追查到了被污染的檀娜卡。[5][13]